# Christmas Time (canção de Backstreet Boys)
"Christmas Time" é uma canção natalina do grupo musical estadunidense Backstreet Boys. O seu lançamento ocorreu em 1996, através da edição de Natal do single "Quit Playing Games (with My Heart)" e como faixa bônus de algumas edições de natal do segundo álbum de estúdio do grupo, Backstreet's Back (1997). 

## Lançamento
Após a canção ser inserida no single "Quit Playing Games (with My Heart)" de 1996, "Christmas Time" fez parte do álbum de compilação de natal Platinum Christmas, lançado pela Jive em novembro de 2000, bem como em diversos outros álbuns de compilação de natal ao longo dos anos.

## Desempenho nas tabelas musicais

### Posições semanais
| Tabela musical (2018)             | Melhor posição |
| --------------------------------- | -------------- |
| Alemanha - Official German Charts | 87             |